# Histonium
Histonium (grec antic: Ἱστόνιον), actual Vasto d'Ammone, va ser una de les principals ciutats dels frentans (frentani) situada a la costa de la mar Adriàtica, a uns 8 km al sud de la Punta della Penna.
El Liber Coloniarum diu que era una ciutat dels frentans on s'hi va establir una colònia romana, suposadament sota Juli Cèsar, però no va obtenir el rang de colònia i s'anomenava municipi segons les inscripcions. Va ser una ciutat de certa importància durant l'Imperi i apareix encara als Itineraris al segle iv. No consta que mai fos despoblada o destruïda totalment, si bé va patir destruccions dels ostrogots, dels longobards i dels àrabs, però segurament va seguir existint fins al dia d'avui.
La ciutat no tenia cap port natural i només una rada, i possiblement un port a Punta della Penna de nom llatí no conegut (alguns suposen que era la ciutat de Buca) li feia probablement de port durant l'imperi.
Les seves restes inclouen un teatre, banys, edificis públics, mosaics, estàtues, columnes de granit i de marbre i altres restes menors.